# Federación Democrática de Mujeres de Alemania

Bandera de la organización.

La Federación Democrática de Mujeres de Alemania (en alemán: Demokratischer Frauenbund Deutschlands, o DFD) fue una organización feminista en Alemania del Este. Formó parte del Frente Nacional de la República Democrática Alemana, contando con representación parlamentaria en la Cámara Popular. En 1988, la organización llegó a contar con 1,5 millones de miembros.

## Objetivos
Los objetivos de la organización eran los siguientes:
- Eliminación de las ideas fascistas
- Educación para mujeres
- Igualdad de derechos
- Condiciones de vida justas
- Educación de los niños en el espíritu del humanismo y la paz
- Cooperación con el movimiento internacional de mujeres

## Presidencia
| Nombre                  | Inicio             | Final              |
| ----------------------- | ------------------ | ------------------ |
| Anne-Marie Durand-Wever | 1947               | 1948               |
| Emmy Damerius-Koenen    | 1948               | 1949               |
| Elli Schmidt            | 1949               | septiembre de 1953 |
| Ilse Thiele             | septiembre de 1953 | noviembre de 1989  |
| Eva Rohmann             | 1989               | 1990               |
| Gisela Steineckert      | 1990               | 1990               |

## Resultados electorales
| Año                                               | # de votos  | % de votos | # de escaños obtenidos |
| ------------------------------------------------- | ----------- | ---------- | ---------------------- |
| Elecciones generales de Alemania Oriental de 1990 | 38 192 (#9) | 0,3        | 1/400                  |